# Haley Palmer
Haley Palmer (* 19. Oktober 1992) ist eine US-amerikanische Fußballspielerin.

## Karriere
Während ihres Studiums an der San Diego State University spielte Palmer von 2010 bis 2013 für das dortige Hochschulteam der San Diego State Aztecs. Vor der Saison 2014 der NWSL wurde sie als sogenannter Free Agent vom amtierenden Vizemeister Western New York Flash verpflichtet und debütierte dort am 13. April bei einem Auswärtssieg gegen Washington Spirit.